# Hannibal Mejbri
Hannibal Mejbri (Ivry-sur-Seine, Isla de Francia, Francia, 23 de enero de 2003) es un futbolista franco-tunecino. Juega como centrocampista y su equipo es el Burnley F. C. de la Premier League.

## Trayectoria

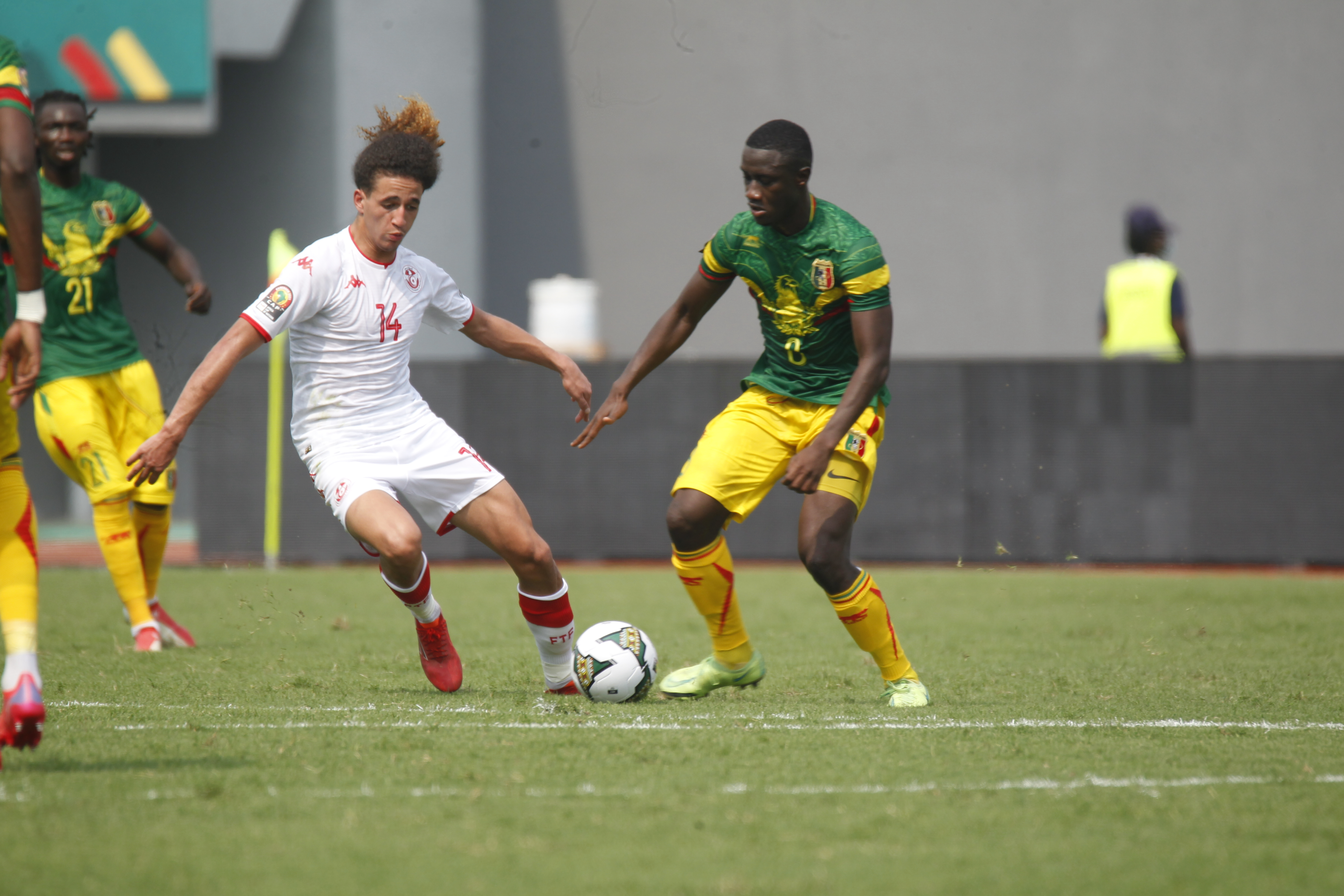
Mejbri jugando para Túnez.

Mejbri se unió a las categorías inferiores del Paris F. C. en 2009. En 2016, se informó que estaba siendo ojeado por una gran cantidad de clubes ingleses, incluidos el Manchester United, Manchester City, Liverpool y Arsenal, en este último había pasado un tiempo en prueba. Pasó un tiempo estudiando en la prestigiosa academia INF Clairefontaine.
A pesar del interés de los clubes ingleses, Mejbri tuvo un breve paso por el A. C. Boulogne-Billancourt, antes de unirse al A. S. Mónaco en 2018 por 1 millón de euros. A pesar de estar inicialmente impresionado por el desarrollo juvenil del Mónaco, Mejbri se desilusionó con el club monegasco un año después de su firma, y sus padres afirmaron que el equipo de la Ligue 1 había incumplido los acuerdos contractuales. En 2019, estaba siendo rastreado por clubes de toda Europa, incluidos los campeones de Alemania, Francia y España, Bayern de Múnich, París Saint-Germain y el Barcelona. El 11 de agosto de 2019, el Manchester United de la Premier League anunció en su sitio web que había llegado a un acuerdo con el Mónaco para fichar a Mejbri, y según los informes, el joven rechazó ofertas de otros clubes ingleses. Se cree que la tarifa pagada por el club de Manchester rondaba los 5 millones de euros, posiblemente aumentando a 10 millones de euros en variables.
Mejbri se asentó rápidamente en los equipos juveniles del Manchester United, avanzando al equipo sub-23, a pesar de que el todavía tiene 17 años. Se prevé que se convierta en un jugador del primer equipo del Manchester United prontamente. Mejbri hizo su debut jugando para el Manchester United Sub-21 contra el Salford City en la EFL Trophy 2020-21 el 9 de septiembre de 2020.
El 29 de agosto de 2022 fue cedido al Birmingham City F. C. hasta final de temporada. La siguiente regresó a Mánchester, donde jugó diez partidos antes de ser prestado al Sevilla F. C. en enero de 2024. Tras esta última cesión se marchó definitivamente en el mes de agosto después de ser traspasado al Burnley F. C.

## Selección nacional
Mejbri ha sido internacional con la selección de Francia en las categorías sub-16 y sub-17. También es elegible para representar a la selección de Túnez por sus padres.

### Selección sub-16 de Francia
Con la selección sub-16, hizo su debut el 25 de septiembre de 2018, en el partido amistoso frente a la selección sub-16 de Dinamarca, con un resultado de 2-3 a favor de los daneses.
El 22 de abril de 2019, en el partido ante la selección sub-16 de Costa de Marfil, marcó su primer gol para su selección, ganando los franceses con un resultado de 4-0.

### Selección sub-17 de Francia
Finalmente con la selección sub-17, debutó el 22 de octubre de 2019, en el partido para la clasificación a la Eurocopa sub-17 ante la selección sub-17 de Gibraltar, marcando dos goles para su selección, ganando los franceses con un resultado de 8-0.

### Selección de Túnez
A nivel internacional, Mejbri decidió representar a Túnez, haciendo su debut el 5 de junio de 2021, en el partido ante la selección de la República Democrática del Congo, ganando Túnez con un resultado de 1-0.

## Estadísticas

### Clubes
| Club                               | Div.          | Temporada     | Liga  | Liga  | Copas nacionales | Copas nacionales | Copas internacionales | Copas internacionales | Total | Total |
| Club                               | Div.          | Temporada     | Part. | Goles | Part.            | Goles            | Part.                 | Goles                 | Part. | Goles |
| ---------------------------------- | ------------- | ------------- | ----- | ----- | ---------------- | ---------------- | --------------------- | --------------------- | ----- | ----- |
| Manchester United F. C. Inglaterra | 1.ª           | 2020-21       | 1     | 0     | 0                | 0                | 0                     | 0                     | 1     | 0     |
| Manchester United F. C. Inglaterra | 1.ª           | 2021-22       | 2     | 0     | 0                | 0                | 0                     | 0                     | 2     | 0     |
| Birmingham City F. C. Inglaterra   | 2.ª           | 2022-23       | 38    | 1     | 3                | 0                | ―                     | ―                     | 41    | 1     |
| Birmingham City F. C. Inglaterra   | Total club    | Total club    | 38    | 1     | 3                | 0                | 0                     | 0                     | 41    | 1     |
| Manchester United F. C. Inglaterra | 1.ª           | 2023-24       | 5     | 1     | 3                | 0                | 2                     | 0                     | 10    | 1     |
| Manchester United F. C. Inglaterra | Total club    | Total club    | 8     | 1     | 3                | 0                | 2                     | 0                     | 13    | 1     |
| Sevilla F. C. · España             | 1.ª           | 2023-24       | 6     | 0     | 0                | 0                | ―                     | ―                     | 6     | 0     |
| Sevilla F. C. · España             | Total club    | Total club    | 6     | 0     | 0                | 0                | 0                     | 0                     | 6     | 0     |
| Burnley F. C. Inglaterra           | 2.ª           | 2024-25       | 37    | 1     | 2                | 0                | —                     | —                     | 39    | 1     |
| Burnley F. C. Inglaterra           | Total club    | Total club    | 37    | 1     | 2                | 0                | 0                     | 0                     | 39    | 1     |
| Total carrera                      | Total carrera | Total carrera | 89    | 3     | 8                | 0                | 2                     | 0                     | 99    | 3     |